# Wallander – Vålnaden
Wallander – Vålnaden är en svensk thriller från 2009. Det är den 10:e filmen i den andra omgången med Henriksson som Kurt Wallander. Filmen släpptes på DVD den 24 mars 2010.

## Handling
Ett hus brinner ner efter en gasexplosion. En man och en kvinna dör. Snart konstateras mordbrand. När man identifierar den döda mannen så vecklar en intrikat provkarta av svek och hemliga kärleksaffärer ut sig. Den bedragna mannen, och tillika mordoffrets kompanjon, misstänks omedelbart av alla, tills han också hittas brutalt mördad i sitt hem. Wallander söker sig tillbaka i männens förflutna och hittar till slut en trolig gärningsman på långväga besök, vars uppdrag ännu inte är slutfört. Inte förrän hans dotter får träffa sin döda pappa livs levande igen.

## Rollista (i urval)
Återkommande:
- Krister Henriksson - Kommissarie Kurt Wallander
- Lena Endre - Katarina Ahlsell, åklagare
- Mats Bergman - Nyberg, kriminaltekniker
- Douglas Johansson - Martinsson, kriminalinspektör
- Fredrik Gunnarsson - Svartman, polisman
- Stina Ekblad - Karin Linder, obducent
- Nina Zanjani - Isabell Melin, polisaspirant
- Sverrir Gudnason - Pontus, polisaspirant

I detta avsnitt:
- Henny Åman - Hanna, Katarinas dotter
- Per Morberg - Peter Adler
- Iben Hjejle - Kim Kristensen
- Dejan Čukić - Lars Kristensen
- Felix Engström - Oscar
- Anna Bjelkerud - Vibeke
- Cecilia Runeson - Eva
- Sven Ahlström - Kims försvarsadvokat
- Rasmus Troedsson - Peters försvarsadvokat
- Iggy Malmborg - Jörgen
- Maria Alm Norell - Nina
- Ludde Hagberg - Martin
- Maya Hansson-Bergqvist - Erika
- Ralf Beck - Kapten
- Henrik Friberg - Polis